# AZS Olsztyn w sezonie 2005/2006

## Transfery

### Przyszli
| Imię i nazwisko | Poprzedni klub                   |
| --------------- | -------------------------------- |
| Piotr Lipiński  | Mostostal-Azoty Kędzierzyn-Koźle |
| Piotr Gruszka   | Skra Bełchatów                   |
| Adrian Sarul    | AZS II Olsztyn                   |

### Odeszli
| Imię i nazwisko     | Lata gry w AZS | Nowy klub        |
| ------------------- | -------------- | ---------------- |
| Mariusz Szyszko     | 2002-2005      | Goelo St. Brieuc |
| Marcin Mierzejewski | 2004-2005      | Gwardia Wrocław  |
| Krzysztof Śmigiel   | 2003-2005      | Montpellier UC   |

## Drużyna

### Sztab
| Pierwszy trener | Grzegorz Ryś (do 27 grudnia 2005)       |
| Pierwszy trener | Waldemar Wspaniały (od 27 grudnia 2005) |
| Drugi trener    | Stanisław Iwaniak                       |

### Zawodnicy
| Nr. | Imię i nazwisko   | Data urodzenia            | Wzrost | Pozycja      |
| --- | ----------------- | ------------------------- | ------ | ------------ |
| 1   | Maciej Alancewicz | 7 grudnia 1982(dts)       | 192 cm | przyjmujący  |
| 2   | Wojciech Grzyb    | 4 stycznia 1981(dts)      | 205 cm | środkowy     |
| 3   | Piotr Gruszka     | 8 marca 1977(dts)         | 206 cm | przyjmujący  |
| 5   | Paweł Zagumny     | 18 października 1977(dts) | 200 cm | rozgrywający |
| 7   | Paweł Kuciński    | 15 marca 1973(dts)        | 193 cm | libero       |
| 9   | Patryk Czarnowski | 1 listopada 1985(dts)     | 202 cm | środkowy     |
| 10  | Marcin Nowak      | 17 października 1975(dts) | 215 cm | środkowy     |
| 11  | Michał Ruciak     | 22 sierpnia 1983(dts)     | 190 cm | przyjmujący  |
| 12  | Mark Siebeck      | 14 października 1975(dts) | 195 cm | przyjmujący  |
| 14  | Paweł Papke       | 13 lutego 1977(dts)       | 196 cm | atakujący    |
| 16  | Piotr Lipiński    | 4 stycznia 1979(dts)      | 195 cm | rozgrywający |
| 17  | Marcin Możdżonek  | 9 lutego 1985(dts)        | 211 cm | środkowy     |
| 18  | Michał Bąkiewicz  | 22 marca 1981(dts)        | 197 cm | przyjmujący  |
| ?   | Adrian Sarul      | 22 września 1985(dts)     | 192 cm | rozgrywający |

## Mecze w Polskiej Lidze Siatkówki

### Faza zasadnicza
| 15.10.2005 | KS Gwardia Wrocław | 0:3 (21:25, 21:25, 17:25) | KS PZU AZS Olsztyn |

| 22.10.2005 | KPS Skra Bełchatów SSA | 3:0 (25:20, 25:17, 25:20) | KS PZU AZS Olsztyn |

| 29.10.2005 | KS PZU AZS Olsztyn | 3:0 (25:22, 25:18, 25:18) | KS VKS Joker Piła |

| 05.11.2005 | KS PZU AZS Olsztyn | 3:0 (25:20, 25:23, 25:22) | KS AZS Częstochowa SSA |

| 12.11.2005 | KS Jastrzębski Węgiel S.A. | 3:2 (25:22, 28:26, 19:25, 18:25, 16:14) | KS PZU AZS Olsztyn |

| 19.11.2005 | KS PZU AZS Olsztyn | 3:0 (25:21, 25:23, 25:23) | Mostostal - Azoty SSA Kędzierzyn-Koźle |

| 26.11.2005 | Wózki BT AZS Politechnika Warszawska | 3:2 (25:21, 14:25, 18:25, 25:21, 15:13) | KS PZU AZS Olsztyn |

| 03.12.2005 | KS PZU AZS Olsztyn | 3:0 (27:25, 25:17, 25:22) | Asseco Resovia S.S.A. |

| 10.12.2005 | PKE - Polska Energia SSA Sosnowiec | 0:3 (18:25, 15:25, 22:25) | KS PZU AZS Olsztyn |

| 07.01.2006 | KS PZU AZS Olsztyn | 3:1 (25:19, 28:30, 25:18, 25:19) | KS Gwardia Wrocław |

| 14.01.2006 | KS PZU AZS Olsztyn | 1:3 (24:26, 25:21, 22:25, 18:25) | KPS Skra Bełchatów SSA |

| 21.01.2006 | KS VKS Joker Piła | 0:3 (21:25, 18:25, 22:25) | KS PZU AZS Olsztyn |

| 28.01.2006 | KS AZS Częstochowa SSA | 0:3 (23:25, 17:25, 23:25) | KS PZU AZS Olsztyn |

| 04.02.2006 | KS PZU AZS Olsztyn | 0:3 (20:25, 22:25, 26:28) | KS Jastrzębski Węgiel S.A. |

| 11.02.2006 | Mostostal - Azoty SSA Kędzierzyn-Koźle | 0:3 (20:25, 21:25, 22:25) | KS PZU AZS Olsztyn |

| 18.02.2006 | KS PZU AZS Olsztyn | 3:0 (25:22, 25:21, 25:12) | Wózki BT AZS Politechnika Warszawska |

| 25.02.2006 | Asseco Resovia S.S.A. | 1:3 (25:20, 13:25, 22:25, 17:25) | KS PZU AZS Olsztyn |

| 04.03.2006 | KS PZU AZS Olsztyn | 3:0 (25:20, 25:18, 25:18) | PKE - Polska Energia SSA Sosnowiec |

### Faza playoff - ćwierćfinał (do 3 zwycięstw)
| 10.03.2006 | KS PZU AZS Olsztyn | 3:0 (25:19, 25:17, 25:21) | Asseco Resovia S.S.A. |

| 11.03.2006 | KS PZU AZS Olsztyn | 3:0 (25:21, 25:18, 25:23) | Asseco Resovia S.S.A. |

| 17.03.2006 | Asseco Resovia S.S.A. | 3:1 (23:25, 25:23, 31:29, 28:26) | KS PZU AZS Olsztyn |

| 18.03.2006 | Asseco Resovia S.S.A. | 0:3 (18:25, 20:25, 18:25) | KS PZU AZS Olsztyn |

### Faza playoff - półfinał (do 3 zwycięstw)
| 24.03.2006 | KPS Skra Bełchatów SSA | 1:3 (25:22, 23:25, 22:25, 23:25) | KS PZU AZS Olsztyn |

| 25.03.2006 | KPS Skra Bełchatów SSA | 3:2 (28:26, 31:29, 19:25, 22:25, 15:12) | KS PZU AZS Olsztyn |

| 31.03.2006 | KS PZU AZS Olsztyn | 2:3 (16:25, 28:26, 27:25, 16:25, 12:15) | KPS Skra Bełchatów SSA |

| 01.04.2006 | KS PZU AZS Olsztyn | 2:3 (25:19, 28:26, 20:25, 17:25, 10:15) | KPS Skra Bełchatów SSA |

### Faza playoff - mecz o 3. miejsce (do 3 zwycięstw)
| 07.04.2006 | KS AZS Częstochowa SSA | 1:3 (21:25, 25:16, 23:25, 20:25) | KS PZU AZS Olsztyn |

| 08.04.2006 | KS AZS Częstochowa SSA | 0:3 (19:25, 21:25, 21:25) | KS PZU AZS Olsztyn |

| 21.04.2006 | KS PZU AZS Olsztyn | 3:0 (25:19, 25:22, 25:22) | KS AZS Częstochowa SSA |

## Mecze w Pucharze Polski

### Runda II
| 12.10.2005 | Pronar OSiR Hajnówka | 0:3 (18:25, 21:25, 17:25) | KS PZU AZS Olsztyn |

### Runda III
| 15.11.2005 | KS PZU AZS Olsztyn | 3:0 (26:24, 25:20, 25:19) | BBTS Bielsko-Biała |

| 16.11.2005 | KS PZU AZS Olsztyn | 3:0 (25:22, 26:24, 25:17) | Asseco Resovia S.S.A. |

| 22.11.2005 | BBTS Bielsko-Biała | 0:3 (19:25, 18:25, 13:25) | KS PZU AZS Olsztyn |

| 30.11.2005 | Asseco Resovia S.S.A. | 0:3 (27:29, 27:29, 21:25) | KS PZU AZS Olsztyn |

### Półfinał
| 17.12.2005 | KS PZU AZS Olsztyn | 1:3 (23:25, 25:19, 22:25, 21:25) | KS AZS Częstochowa SSA |

## Mecze w Pucharze Top Teams

### II runda - grupa A
| 26.10.2005 | Portol Son Amar Palma | 3:2 (23:25, 25:21, 25:22, 22:25, 15:11) | KS PZU AZS Olsztyn |

| 02.11.2005 | KS PZU AZS Olsztyn | 3:0 (25:15, 25:18, 25:17) | Autocommerce Bled |

| 09.11.2005 | KS PZU AZS Olsztyn | 3:0 (27:25, 25:19, 25:14) | Seat Volley Näfels |

| 07.12.2005 | Seat Volley Näfels | 1:3 (25:18, 19:25, 20:25, 19:25) | KS PZU AZS Olsztyn |

| 14.12.2005 | Autocommerce Bled | 2:3 (25:17, 25:19, 16:25, 21:25, 13:15) | KS PZU AZS Olsztyn |

| 21.12.2005 | KS PZU AZS Olsztyn | 2:3 (25:23, 24:26, 25:18, 24:26, 12:15) | Portol Son Amar Palma |

### Ćwierćfinał
| 11.01.2006 | Panathinaikos VC | 3:2 (25:19, 23:25, 25:17, 22:25, 15:9) | KS PZU AZS Olsztyn |

| 18.01.2006 | KS PZU AZS Olsztyn | 2:3 (20:25, 19:25, 25:21, 25:21, 11:15) | Panathinaikos VC |